# Jemerson
Jemerson de Jesus Nascimento, ou simplesmente Jemerson (Jeremoabo, 24 de agosto de 1992), é um futebolista brasileiro que atua como zagueiro. Atualmente, joga pelo Grêmio.

## Carreira

### Atlético Mineiro
Revelado nas categorias de base do Confiança, Jemerson chegou ao Atlético Mineiro em meados de 2010. Campeão da Taça BH de Juniores em 2011, Jemerson foi emprestado para o Democrata de Sete Lagoas no ano seguinte, em parceria que o clube mantinha com o Atlético.
No ano seguinte, foi integrado ao elenco principal do clube pelo técnico Cuca. Jemerson fez parte do elenco campeão da Copa Libertadores da América de 2013. Sua estreia pelo Atlético foi no dia 7 de julho de 2013, em partida contra o Criciúma. Seu primeiro gol pelo clube foi marcado no dia 1 de março de 2014, contra o Villa Nova, em jogo válido pelo Campeonato Mineiro.
Com a lesão de Réver, o técnico Levir Culpi promoveu a entrada de Jemerson na equipe titular, ao lado de Leonardo Silva. Campeão da Recopa Sul-Americana, o jogador se destacou na segunda metade de 2014, sendo considerado uma das grandes revelações do Atlético na temporada, ao lado do atacante Carlos. Com as boas atuações e a confiança da diretoria atleticana, teve seu contratado renovado até 2019, com multa rescisória estabelecida em cerca de R$ 100 milhões.
No dia 14 de outubro de 2015, na vitória por 2 a 1, sobre o Internacional, no Estádio Independência, Jemerson atingiu a marca de 100 partidas pelo Galo. Ao final de mais uma boa temporada, o zagueiro foi indicado para seleção do Campeonato Brasileiro de 2015, no Prêmio Craque do Brasileirão.

### Monaco
No dia 27 de janeiro de 2016, foi anunciado como novo reforço do Monaco, da Ligue 1, por 11 milhões de euros (cerca de R$ 47 milhões de reais), assinando contrato até 2020. O Atlético ficou com 60% do total desse valor. Estreou pelo clube francês no dia 9 de fevereiro, na derrota por 2 a 1, para o Sochaux, pela Copa da França, que culminou na eliminação do Monaco. Marcou seu primeiro gol com a camisa do clube no dia 21 de outubro, na goleada por 6 a 2 contra o Montpellier, válida pela Ligue 1.
No dia 15 de abril de 2018, numa partida contra o Paris Saint-Germain, pela Ligue 1, Jemerson atingiu a marca de 100 jogos com a camisa do clube.
Rescindiu seu contrato com o time monegasco no dia 2 de novembro de 2020.

### Corinthians
Após diversas especulações, Jemerson assinou contrato com o Corinthians em 5 de novembro. No dia seguinte foi anunciado oficialmente como novo reforço do clube paulista, assinando até junho de 2021 por um valor de R$ 4,5 milhões. O Monaco ainda ficou com 20% dos direitos do atleta. Foi apresentado oficialmente no dia 10 de novembro. Estreou pelo Timão no dia 27 de dezembro, numa vitória por 2 a 0 contra o Botafogo, no Estádio Olímpico Nilton Santos, válida pelo Campeonato Brasileiro.
Marcou seu primeiro gol pela equipe no dia 17 de março de 2021, numa vitória por 3 a 0 contra o Salgueiro, no Cornélio de Barros, pela Copa do Brasil. Após o término do seu contrato, no dia 30 de junho, a diretoria não optou pela renovação.

### Metz
Em 8 de outubro de 2021, Jemerson assinou com o Metz, da Ligue 1. Disputou 16 partidas pelo clube antes de acertar a rescisão por razões pessoais em 29 de abril de 2022.

### Retorno ao Atlético Mineiro
Em 20 de junho de 2022, o Atlético Mineiro anunciou o retorno de Jemerson ao clube. Fez sua reestreia pelo clube no dia 4 de setembro, em uma partida contra o Atlético Goianiense, pelo Campeonato Brasileiro.

### Grêmio
Em 22 de maio de 2024, o Imortal anunciou Jemerson oficialmente como jogador da equipe de Porto Alegre. O negócio girou, segundo a Itatiaia, pelo valor de 500 mil dólares (R$ 2,6 milhões, de acordo com a cotação atual).Ele assinou contrato com o Tricolor Gaúcho até o final de 2026. Ele se apresenta no dia 10 de junho, mas somente poderá atuar a partir de 10 de julho, quando abre a janela de transferências. Em 25 de julho de 2024, Jemerson estreou-se no empate de Corinthians e Grêmio por 2 a 2, na Neo Química Arena, em jogo válido pela 19ª rodada do Campeonato Brasileiro.
Em sua primeira temporada, Jemerson tornou-se titular a partir do momento que esteve à disposição e nunca mais deixou o time. E apesar de ter feito parte de uma defesa instável ao logo de toda a temporada e não ter caído no gosto da torcida, não comprometeu.

## Seleção Nacional
No dia 14 de novembro de 2015, Jemerson foi convocado pela primeira vez para a Seleção Brasileira principal, sendo chamado por Dunga para substituir David Luiz, suspenso, para o jogo contra o Peru, na Arena Fonte Nova, válido pelas Eliminatórias da Copa do Mundo FIFA de 2018.
Foi convocado novamente dois anos depois, sendo chamado por Tite no dia 19 de maio de 2017. Em setembro, após Miranda ter se contundido numa partida válida pelas Eliminatórias, Jemerson foi o escolhido para substituí-lo.

## Estatísticas

### Clubes
Abaixo estão listados todos os jogos, gols e assistências do futebolista por clubes.
| Clube             | Temporada         | Campeonato nacional | Campeonato nacional | Campeonato nacional | Copa nacional[a] | Copa nacional[a] | Copa nacional[a] | Competições continentais[b] | Competições continentais[b] | Competições continentais[b] | Outros torneios[c] | Outros torneios[c] | Outros torneios[c] | Total | Total | Total   |
| Clube             | Temporada         | Jogos               | Gols                | Assist.             | Jogos            | Gols             | Assist.          | Jogos                       | Gols                        | Assist.                     | Jogos              | Gols               | Assist.            | Jogos | Gols  | Assist. |
| ----------------- | ----------------- | ------------------- | ------------------- | ------------------- | ---------------- | ---------------- | ---------------- | --------------------------- | --------------------------- | --------------------------- | ------------------ | ------------------ | ------------------ | ----- | ----- | ------- |
| Democrata SL      | 2012              | —                   | —                   | —                   | —                | —                | —                | —                           | —                           | —                           | 12                 | 0                  | 0                  | 12    | 0     | 0       |
| Democrata SL      | Total             | —                   | —                   | —                   | —                | —                | —                | —                           | —                           | —                           | 12                 | 0                  | 0                  | 12    | 0     | 0       |
| Atlético Mineiro  | 2013              | 6                   | 0                   | 0                   | —                | —                | —                | —                           | —                           | —                           | —                  | —                  | —                  | 6     | 0     | 0       |
| Atlético Mineiro  | 2014              | 22                  | 0                   | 0                   | 8                | 1                | 0                | 1                           | 0                           | 0                           | 10                 | 1                  | 0                  | 41    | 2     | 0       |
| Atlético Mineiro  | 2015              | 35                  | 4                   | 0                   | 2                | 0                | 0                | 8                           | 0                           | 0                           | 15                 | 2                  | 0                  | 60    | 6     | 0       |
| Atlético Mineiro  | 2016              | —                   | —                   | —                   | —                | —                | —                | —                           | —                           | —                           | 2                  | 0                  | 0                  | 2     | 0     | 0       |
| Atlético Mineiro  | 2022              | 1                   | 0                   | 0                   | —                | —                | —                | —                           | —                           | —                           | —                  | —                  | —                  | 1     | 0     | 0       |
| Atlético Mineiro  | Total             | 63                  | 4                   | 0                   | 10               | 1                | 0                | 9                           | 0                           | 0                           | 27                 | 3                  | 0                  | 110   | 8     | 0       |
| Mônaco            | 2015–16           | 4                   | 0                   | 0                   | 1                | 0                | 0                | —                           | —                           | —                           | —                  | —                  | —                  | 5     | 0     | 0       |
| Mônaco            | 2016–17           | 34                  | 2                   | 0                   | 5                | 0                | 0                | 15                          | 0                           | 0                           | —                  | —                  | —                  | 54    | 2     | 0       |
| Mônaco            | 2017–18           | 33                  | 2                   | 0                   | 5                | 0                | 0                | 6                           | 0                           | 0                           | —                  | —                  | —                  | 44    | 2     | 0       |
| Mônaco            | 2018–19           | 25                  | 0                   | 1                   | 5                | 0                | 0                | 5                           | 0                           | 0                           | —                  | —                  | —                  | 35    | 0     | 1       |
| Mônaco            | 2019–20           | 13                  | 0                   | 0                   | 2                | 0                | 0                | —                           | —                           | —                           | —                  | —                  | —                  | 15    | 0     | 0       |
| Mônaco            | Total             | 109                 | 4                   | 1                   | 18               | 0                | 0                | 26                          | 0                           | 0                           | —                  | —                  | —                  | 153   | 4     | 1       |
| Corinthians       | 2020              | 7                   | 0                   | 0                   | —                | —                | —                | —                           | —                           | —                           | —                  | —                  | —                  | 7     | 0     | 0       |
| Corinthians       | 2021              | —                   | —                   | —                   | 2                | 1                | 0                | 1                           | 0                           | 0                           | 11                 | 2                  | 0                  | 14    | 3     | 0       |
| Corinthians       | Total             | 7                   | 0                   | 0                   | 2                | 1                | 0                | 1                           | 0                           | 0                           | 11                 | 2                  | 0                  | 21    | 3     | 0       |
| Metz              | 2021–22           | 15                  | 0                   | 0                   | 1                | 0                | 0                | —                           | —                           | —                           | —                  | —                  | —                  | 16    | 0     | 0       |
| Metz              | Total             | 15                  | 0                   | 0                   | 1                | 0                | 0                | —                           | —                           | —                           | —                  | —                  | —                  | 16    | 0     | 0       |
| Total na carreira | Total na carreira | 187                 | 8                   | 1                   | 31               | 2                | 0                | 36                          | 0                           | 0                           | 50                 | 3                  | 0                  | 304   | 15    | 1       |

- a. ^ Jogos da Copa do Brasil, Copa da França e Copa da Liga da Francesa e Supercopa da França
- b. ^ Jogos da Copa Libertadores, Recopa Sul-Americana, Copa Sul-Americana e Liga dos Campeões
- c. ^ Jogos do Campeonato Mineiro, Campeonato Paulista, Florida Cup e Amistosos

### Seleção Brasileira
Abaixo estão listados todos os jogos, gols e assistências do futebolista pela Seleção Brasileira.
Seleção Principal
| Ano               | Amistosos | Amistosos | Amistosos |
| Ano               | Jogos     | Gols      | Assist.   |
| ----------------- | --------- | --------- | --------- |
| 2015              | 2         | 0         | 0         |
| Total na carreira | 2         | 0         | 0         |

## Títulos
Atlético Mineiro
- Campeonato Mineiro: 2013, 2015, 2023 e 2024
- Copa Libertadores da América: 2013[35]
- Recopa Sul-Americana: 2014
- Copa do Brasil: 2014
- Florida Cup: 2016

Monaco
- Ligue 1: 2016–17

Grêmio
- Recopa Gaúcha: 2025

### Prêmios individuais
- Troféu Guará para o Melhor Zagueiro do ano: 2015
- Prêmio Craque do Brasileirão: 2015[36]